# اشتفان یورداکه
اشتفان یورداکه (انگلیسی: Ștefan Iordache؛ ‏ تلفظ رومانیایی: [ʃteˈfan jorˈdake]؛ ‏ ۳ فوریهٔ ۱۹۴۱ – ۱۴ سپتامبر ۲۰۰۸) بازیگر و خواننده اهل رومانی بود.
از فیلم‌ها یا برنامه‌های تلویزیونی که وی در آن نقش داشته‌است، می‌توان به آخرین یورش و چوله‌آندرا اشاره کرد.